# Ignaz Vitzthumb
Ignaz Vitzthumb   (Baden bei Wien, 14 de setembre de 1724 - àrea metropolitana de Brussel·les i Brussel·les, 23 de març de 1816) va ser un músic, compositor i director austríac actiu als Països Baixos austríacs. També va ser director musical del Théâtre de la Monnaie de Brussel·les.
Vitzthumb va néixer a Baden bei Wien. Arribant a Brussel·les el 1735 als 11 anys, va entrar al servei de l'arxiduquessa Maria Elisabeth d'Àustria com a cantant infantil al cor. Impartit per Jean-Joseph Fiocco, llavors cap de capella de la capella reial de Brussel·les, Vitzthumb es va convertir en tambor de cort a setze anys, càrrec que va exercir durant més de 40 anys al costat d'altres feines. El seu mig germà, François-Antoine Vitzthumb, va ser un trompetista de la cort i el seu fill Paul Vitzthumb (1761-1838) li va succeir com a tambor de la cort.
Després de la guerra de successió austríaca, en la qual havia servit en un regiment de hussardos hongaresos, va tornar a Brussel·les i va participar en diverses càmeres de retòrica i companyies burgeses, de les quals hi havia versions francòfones i flamenques. Va mostrar el seu talent com a violinista, director d'orquestra i director de teatre, i va ser membre del Concert burgès. També es menciona entre els músics de la cort com a compositor, tenor i violinista el 1758 i el 1759, i com a compositor entre 1760 i 1775.
A partir del 1761, va ingressar al Théâtre de la Monnaie com a compositor i mestre de música i va ensenyar a cantar joves actors com Angélique D'Hannetaire, Jean-Englebert Pauwels o Alexandre Bultos. El 1772, ell i el cantant Louis Compain es van convertir en co-directors del Théâtre, llavors Vitzthumb va ser director únic entre 1774 i 1777. Aquest període es considera un dels més fèrtils del Théâtre de la Monnaie i els viatgers com Charles Burney no va dubtar a lloar la qualitat dels membres de la seva tropa d'acció i orquestra. Tot i així, el teatre aviat va fallir i, per tant, Vitzthumb es va veure obligat a abandonar el seu paper de director, tot i que va mantenir el de conductor d'orquestra.
Suspès de tots els seus treballs el 1791 per participar en la insurrecció contra Josep II, Vitzthumb va marxar a Amsterdam per ocupar un lloc com a mestre de música al "Collège dramatique et lyrique". Caigut greument malalt l'any següent, va tornar a Brussel·les per viure amb el seu fill Paul i va morir allà el 1816, als 91 anys.

## Obres
Rescatades
- Céphalide ou les Autres mariages samnites, llibret pel prince Charles-Joseph de Ligne (1777)
- Lamentations of Jeremiah for Holy Week (fragments manuscrits)
- Symphonies (fragments manuscrits)
- Sinfonia a più stromenti
- Recueils d'ariettes d'opéra (arrangements de 14 versos, 1775-1786)

Perdudes
- La Fausse esclave (1761)
- L'Éloge de la vertu ou le Tribut des cœurs, llibret per Louis Compain (1761)
- Le Soldat par amour, amb Pierre van Maldere, llibret de Jean-François de Bastide (1766)
- La Foire de village, libret per François-Xavier Pagès de Vixouze (1786)